# Реэкспорт
Реэкспорт — вывоз из страны ранее ввезённых в неё товаров для перепродажи в другие страны.

## Основные сведения
Предметом реэкспорта могут являться нефть, природный газ, каучук, цветные металлы, шерсть, кожа, пищевые продукты. Товары могут реэкспортироваться как в неизменном виде, так и после незначительной обработки (например, переупаковки и сортировки), исключающей переработку.
Различают реэкспорт с завозом в страну (прямой реэкспорт) и без завоза в страну (косвенный реэкспорт), когда закупленные за границей товары отправляются непосредственно в третьи страны.
В Российской Федерации термин реэкспорт также обозначает таможенную процедуру, при которой иностранные товары вывозятся с таможенной территории Российской Федерации без взимания или с возвратом ввозных таможенных пошлин, налогов и без применения мер экономической политики. 
При реэкспорте уплаченные ввозные таможенные пошлины и налоги подлежат возврату при условии, если товары:
1. не использовались и не ремонтировались на таможенной территории таможенного союза, за исключением случаев, когда использование товаров было необходимо для обнаружения дефектов или иных обстоятельств, повлекших возврат товаров;
2. вывозятся в течение одного года со дня, следующего за днем выпуска для внутреннего потребления;
3. таможенному органу представлены документы в соответствии со статьёй 299 ТК ТС;
4. могут быть идентифицированы таможенным органом;
5. не использовались в целях извлечения дохода.

Реэкспорт допускается с разрешения таможенного органа РФ, предоставляемого в порядке, определяемом Государственным таможенным комитетом РФ, а в случаях, определяемых законодательными актами России, актами Правительства РФ либо международными договорами РФ, — с разрешения другого уполномоченного на то органа.